# Mạc Hồng Quân
Mạc Hồng Quân (sinh ngày 1 tháng 1 năm 1992) là một cầu thủ bóng đá chuyên nghiệp người Việt Nam hiện đang thi đấu ở vị trí tiền vệ tấn công cho câu lạc bộ Quy Nhơn Bình Định tại V.League 1.
Mạc Hồng Quân trưởng thành từ lò đào tạo trẻ Sparta Praha nổi tiếng của Cộng hòa Séc. Ở cấp độ quốc tế, anh đang có 14 lần ra sân cho đội tuyển quốc gia Việt Nam và ghi được 3 bàn thắng.

## Sự nghiệp cầu thủ
Mạc Hồng Quân sinh năm 1992 tại Đồng Lạc, Chí Linh, Hải Dương nhưng đã cùng gia đình sang Cộng hòa Séc định cư từ năm 2000. Sau đó, anh tham gia tập luyện và chơi bóng tại câu lạc bộ địa phương Tachov. Đến năm 15 tuổi, anh được Sparta Prague phát hiện và ký hợp đồng chuyên nghiệp. Mùa giải 2011–12, anh được đôn lên đội hình B của Sparta Praha thi đấu tại giải hạng hai của Cộng hòa Séc.
Sau màn trình diễn trong màu áo U-22 Việt Nam, Hồng Quân về nước khoác áo Thanh Hóa theo hợp đồng cho mượn 3 tháng từ câu lạc bộ Sparta Praha. Anh bắt đầu thi đấu cho đội bóng xứ Thanh tại V.League từ giai đoạn 2 mùa giải 2013. Tuy vậy, trong một cuộc phỏng vấn, một thành viên ban huấn luyện câu lạc bộThanh Hóa tiết lộ, hợp đồng giữa tiền đạo Việt kiều và Sparta Praha đã kết thúc. Cũng có nghĩa, Mạc Hồng Quân đã chính thức trở thành cầu thủ tự do.
Ngày 16 tháng 6 năm 2013, Hồng Quân ra mắt V.League 1 trong trận gặp Đồng Nai, mặc dù có nhiều đường chuyền kiến tạo cho đồng đội, trong đó có một lần anh đưa bóng được vào lưới đối thủ nhưng không được trọng tài công nhận do lỗi việt vị, Thanh Hóa vẫn phải nhận thất bại 1–2 trên sân Đồng Nai. Ngày 7 tháng 7, sau 3 trận "tịt ngòi" kể từ khi đầu quân cho Thanh Hóa, Mạc Hồng Quân ghi bàn thắng đầu tiên cho câu lạc bộ trong trận thắng 4–2 trước Kiên Giang tại vòng 15. Kết thúc mùa giải 2013, với 5 bàn thắng ghi được, Hồng Quân được Thanh Hóa gia hạn hợp đồng đến mùa 2014. Tuy nhiên, sau khởi đầu không tốt ở mùa giải V-League 2014, Hồng Quân đã bị câu lạc bộ Thanh Hoá thanh lý hợp đồng.
Mùa giải 2019 là mùa giải bùng nổ nhất của Mạc Hồng Quân khi anh ghi tới 9 bàn thắng, thành tích không thua kém bất kỳ tiền đạo nào ở thời điểm đó và lọt vào Đội hình tiêu biểu của V.League 1.

## Sự nghiệp quốc tế

### U-22 Việt Nam
Tháng 6 năm 2012, Mạc Hồng Quân cùng với một cầu thủ Việt kiều khác là tiền vệ Nguyễn Thanh Giang được huấn luyện viên Mai Đức Chung phát hiện trong những ngày tập huấn tại châu Âu. Với tư cách một thành viên của Hội đồng huấn luyện viên quốc gia, ông đã giới thiệu 2 cầu thủ Việt kiều trẻ tuổi này với VFF và 2 người đã được gọi vào đội tuyển U-22 Việt Nam chuẩn bị cho vòng loại giải vô địch U-22 châu Á tại Myanmar. Trước thềm giải đấu, Hồng Quân đã có 2 trận đấu giao hữu tại Thái Lan và ghi được 1 bàn trong trận gặp U-22 Maldives. Tại vòng loại trên đất Myanmar, mặc dù U-22 Việt Nam thất bại nhưng Hồng Quân vẫn có 3 pha lập công và là cầu thủ ghi nhiều bàn nhất đội.

### U-23 Việt Nam
Ngày 6 tháng 6 năm 2013, anh có trận đấu đầu tiên cho đội tuyển U-23 Việt Nam gặp câu lạc bộ Kashima Antlers trên sân vận động Mỹ Đình. Tuy nhiên, trước hàng thủ đội bóng đến từ Nhật Bản, anh không thể hiện được nhiều và bị thay ra ở phút 66. Năm ngày sau, anh cùng các đồng đội có chiến thắng 2–0 trước U-23 Myanmar trên sân vận động Thống Nhất.
Ngày 15 tháng 9 năm 2014, Hồng Quân góp mặt trong đội hình xuất phát ở trận ra quân của Olympic Việt Nam tại vòng bảng ASIAD 17. Phút 24, anh chuyền bóng bên cánh phải tạo điều kiện để Võ Huy Toàn ghi bàn mở tỷ số bất ngờ cho Olympic Việt Nam. Chỉ 6 phút sau, đích thân Mạc Hồng Quân có pha xử lý solo kỹ thuật trước hàng thủ đội bạn và dứt điểm quyết đoán nâng tỷ số lên 2–0. Trận đấu kết thúc với thắng lợi bất ngờ 4–1 cho thầy trò HLV Miura trước đội tuyển Olympic Iran.

### Việt Nam
Ngày 16 tháng 1 năm 2013, Hồng Quân có tên trong danh sách tập trung của đội tuyển quốc gia chuẩn bị cho vòng loại Asian Cup 2015. Anh ra mắt đội tuyển quốc ra trong trận đấu với đội tuyển UAE tại vòng loại cúp bóng đá châu Á 2015. Anh có bàn thắng đầu tiên cho đội tuyển quốc gia khi gỡ hoà 1–1 trong trận thắng 3–1 trước Malaysia.
Dưới thời huấn luyện viên Park Hang-seo, Mạc Hồng Quân chỉ có một lần được triệu tập lên đội tuyển Việt Nam vào tháng 9 năm 2019 và bị loại trước khi ông thầy người Hàn Quốc chốt danh sách thi đấu trận gặp Malaysia tại vòng loại World Cup 2022.

## Đời sống cá nhân
Mạc Hồng Quân bắt đầu hẹn hò với người mẫu Kỳ Hân (tên thật là Nguyễn Thị Mộng Điệp, sinh năm 1995) vào đầu năm 2016. Cặp đôi này kết hôn vào ngày 26 tháng 6 năm 2016 và hiện đã có với nhau 2 cậu con trai. Ngoài ra, anh còn có một cậu con trai khác với bạn gái cũ Nguyễn Khánh Ly (Ly kute).

## Phim ảnh
- Vệ Sĩ, Tiểu Thư và Thằng Khờ - Phim hài chiếu rạp 2016 - Đạo diễn Nguyễn Thu & Việt Anh: Vai chính Kevin, - một vệ sĩ có nhiệm vụ bảo vệ một tiểu thư (do Angela Phương Trinh đóng).[18]

## Thống kê sự nghiệp

### Câu lạc bộ
| Câu lạc bộ          | Mùa giải       | Giải vô địch   | Giải vô địch | Giải vô địch | Cúp quốc gia | Cúp quốc gia | Châu lục | Châu lục | Khác | Khác | Tổng cộng | Tổng cộng |
| Câu lạc bộ          | Mùa giải       | Hạng           | Trận         | Bàn          | Trận         | Bàn          | Trận     | Bàn      | Trận | Bàn  | Trận      | Bàn       |
| ------------------- | -------------- | -------------- | ------------ | ------------ | ------------ | ------------ | -------- | -------- | ---- | ---- | --------- | --------- |
| Sparta Praha B      | 2011–12        | Czech 2. liga  | 4            | 2            | —            | —            | —        | —        | —    | —    | 4         | 2         |
| Thanh Hóa           | 2013           | V.League 1     | 11           | 3            | 1            | 0            | —        | —        | —    | —    | 12        | 3         |
| Thanh Hóa           | 2014           | V.League 1     | 5            | 0            | 0            | 0            | —        | —        | —    | —    | 5         | 0         |
| Thanh Hóa           | Tổng cộng      | Tổng cộng      | 16           | 3            | 1            | 0            | 0        | 0        | 0    | 0    | 17        | 3         |
| Hùng Vương An Giang | 2014           | V.League 1     | 8            | 3            | —            | —            | —        | —        | 1    | 0    | 9         | 3         |
| Than Quảng Ninh     | 2015           | V.League 1     | 24           | 5            | 1            | 0            | —        | —        | —    | —    | 25        | 5         |
| Than Quảng Ninh     | 2016           | V.League 1     | 24           | 2            | 8            | 2            | —        | —        | —    | —    | 32        | 4         |
| Than Quảng Ninh     | 2017           | V.League 1     | 22           | 1            | 3            | 0            | 2        | 0        | 1    | 0    | 28        | 1         |
| Than Quảng Ninh     | 2018           | V.League 1     | 22           | 3            | 1            | 0            | —        | —        | —    | —    | 23        | 3         |
| Than Quảng Ninh     | 2019           | V.League 1     | 23           | 9            | 1            | 0            | —        | —        | —    | —    | 24        | 9         |
| Than Quảng Ninh     | 2020           | V.League 1     | 11           | 1            | 1            | 0            | 3        | 0        | —    | —    | 15        | 1         |
| Than Quảng Ninh     | 2021           | V.League 1     | 11           | 0            | 0            | 0            | —        | —        | —    | —    | 11        | 0         |
| Than Quảng Ninh     | Tổng           | Tổng           | 137          | 21           | 15           | 2            | 5        | 0        | 1    | 0    | 158       | 23        |
| Hải Phòng (mượn)    | 2020           | V.League 1     | 7            | 0            | —            | —            | —        | —        | —    | —    | 7         | 0         |
| Topenland Bình Định | 2022           | V.League 1     | 20           | 0            | 3            | 0            | —        | —        | —    | —    | 23        | 0         |
| Tổng sự nghiệp      | Tổng sự nghiệp | Tổng sự nghiệp | 192          | 29           | 19           | 2            | 5        | 0        | 2    | 0    | 218       | 31        |

1. ↑  Ra sân tại play-off V-League
2. 1 2  Ra sân tại AFC Cup
3. ↑  Ra sân tại Siêu cúp quốc gia

### Quốc tế
Tính đến ngày 10 tháng 10 năm 2017.
| Đội tuyển quốc gia | Năm       | Trận | Bàn |
| ------------------ | --------- | ---- | --- |
| Việt Nam           | 2013      | 2    | 0   |
| Việt Nam           | 2014      | 5    | 1   |
| Việt Nam           | 2015      | 5    | 1   |
| Việt Nam           | 2017      | 2    | 1   |
| Tổng cộng          | Tổng cộng | 7    | 3   |

Bàn thắng quốc tế
Bàn thắng của đội tuyển Việt Nam được ghi trước.
| # | Ngày                 | Địa điểm                                | Đối thủ           | Bàn thắng | Kết quả | Giải đấu                 |
| - | -------------------- | --------------------------------------- | ----------------- | --------- | ------- | ------------------------ |
| 1 | 16 tháng 11 năm 2014 | Sân vận động Quốc gia Mỹ Đình, Việt Nam | Malaysia          | 1–1       | 3–1     | Giao hữu                 |
| 2 | 17 tháng 5 năm 2015  | Sân vận động Quốc gia Mỹ Đình, Việt Nam | CHDCND Triều Tiên | 1–0       | 1–1     | Giao hữu                 |
| 3 | 10 tháng 10 năm 2017 | Sân vận động Quốc gia Mỹ Đình, Việt Nam | Campuchia         | 5–0       | 5–0     | Vòng loại Asian Cup 2019 |

## Danh hiệu

### Câu lạc bộ
Than Quảng Ninh
- Cúp quốc gia: 2016
- Siêu cúp quốc gia: 2016

### Quốc tế
U-23 Việt Nam
- Huy chương đồng Đại hội Thể thao Đông Nam Á: 2015

### Cá nhân
- Đội hình tiểu biểu V.League 1: 2019